# Rainer Kampling

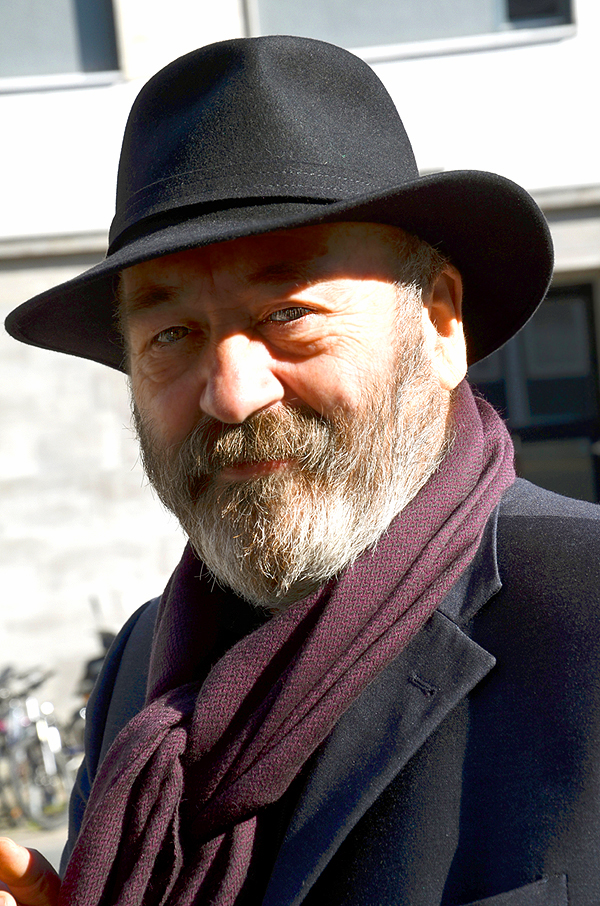
Rainer Kampling, hier 2015 in Hannover;
bei der Studientagung Um Gottes Willen – Religion in säkularer Gesellschaft des Deutschen Koordinierungsrates der Gesellschaften für Christlich-Jüdische Zusammenarbeit (DKR)

Rainer Kampling (* 2. Dezember 1953 in Neuenkirchen, Münsterland) ist ein deutscher römisch-katholischer Theologe. Sein Forschungsschwerpunkt ist die Theologie und Geschichte der Jüdisch-Christlichen Beziehungen.

## Leben
Rainer Kampling studierte römisch-katholische Theologie, Lateinische Philologie und Judaistik an der Westfälischen Wilhelms-Universität. 1983 wurde er mit der Dissertation Das Blut Christi und die Juden. Mt 27,25 bei den lateinischsprachigen christlichen Autoren bis zu Leo dem Großen promoviert. Im Jahr 1991 folgte die Habilitation mit einer Forschungsarbeit über Israel unter dem Anspruch des Messias. Studien zur Israelthematik im Markusevangelium. Danach nahm er eine Gastprofessur in Saarbrücken wahr. Von 1992 bis 2022 war Kampling Professor für Biblische Theologie/Neues Testament am Seminar für Katholische Theologie der Freien Universität Berlin. Seit 2021 ist er Verbundkoordinator für das BMBF-Verbundprojekt ChriSzA im Forschungsnetzwerk Antisemitismus im 21. Jahrhundert.
Darüber hinaus gehört er zum wissenschaftlichen Beirat der Stiftung Neue Synagoge Berlin – Centrum Judaicum und ist Mitglied sowie Teil des Direktoriums des Selma Stern Zentrum für jüdische Studien Berlin-Brandenburg.
Er ist Unterzeichner des Memorandums „Kirche 2011: Ein notwendiger Aufbruch“. Eines seiner Forschungsprojekte widmet sich der Katholischen Tübinger Schule des 19. Jahrhunderts.

## Schriften (Auswahl)
- mit Bruno Schlegelberger: Wahrnehmung des Fremden. Christentum und andere Religionen, Morus Verlag, Berlin 1996.
- mit Josef Schreiner: Der Nächste, der Fremde, der Feind. Perspektiven des Alten und Neuen Testaments (= Die Neue Echter Bibel. Themen, Band 3). Echter, Würzburg 2000, ISBN 3-429-02169-3.
  - polnische Übersetzung: Blizni, obcy, nieprzyjaciel. Z perspektywy Starego i Nowego Testamentu. Krakau 2001.
  - italienische Übersetzung: Il Prossimo, lo Straniero, il Nemico. Bologna 2001.
- Im Angesicht Israels. Studien zum historischen und theologischen Verhältnis von Kirche und Israel, Verlag Katholisches Bibelwerk, Stuttgart 2002.
- Erbauung. Vom Wort reden. Lang, Frankfurt am Main 2007.